# Света Богородица Достойно ест (Боймица)
„Света Богородица Достойно ест“ (на гръцки: Ιερός Ναός Παναγίας Άξιον Εστίν) е православна църква в град Боймица, Халкидики, Гърция. Част е от Гумендженската, Боймишка и Ругуновска епархия.
В 1995 година митрополит Димитриос Гумендженски успява да получи чрез размяна от армията парцел на централния площад на Боймица „Павлос Мелас“ и на 5 октомври 1997 година е поставен темелният камък на нова църква. Дело е на архитект Алкис Раптис. Вътрешното пространство е единно, без колони, като натоварванията са прехвърлени на страничните стени. Църквата е завършена в 2000 година и цялостно изписана.